# Lamprolonchaea bruneata
Lamprolonchaea bruneata är en tvåvingeart som beskrevs av Mcalpine 1964. Lamprolonchaea bruneata ingår i släktet Lamprolonchaea och familjen stjärtflugor. Inga underarter finns listade i Catalogue of Life.